# Bockwitz (Belgern-Schildau)
Bockwitz ist ein Ortsteil der Stadt Belgern-Schildau im Landkreis Nordsachsen in Sachsen.

## Lage
Das Dorf Bockwitz liegt südwestlich von Belgern an der Staatsstraße 30, die von Belgern nach Oschatz führt. Das Dorf befindet sich zwischen zwei großen Waldgebieten der Dahlener Heide und wird von dem Stollenberg, Windmühlenberg, Rosenberg und dem Langenberg im Umkreis flankiert.

## Geschichte
Am 12. April 1242 überwies Markgraf Heinrich III. von Meißen dem Kloster Mühlberg mehrere Dörfer, darunter auch Bockwitz. Zehn Jahre später zinste das Dorf dem Kloster Nimbschen, diese Zinsen kamen nach der Reformation und Auflösung des Klosters im Jahre 1539 an das Stift Meißen. Wie alle Klosterdörfer war Bockwitz wieder kurfürstlich geworden. Infolge eines Tauschvertrages vom 24. Juni 1539 zwischen dem Kurfürsten August und dem letzten Bischof von Meißen, Johann IX. von Haugwitz, wurde Bockwitz mit den übrigen Stiftsdörfern Klingenhain, Treptitz, Olganitz, Liebersee und Seydewitz bischöflicher Besitz und gehörte bis 1570 zum bischöflichen Amte Belgern. Im Jahre 1581 verzichtet Johann IX. auf das Bistum Meißen. Bockwitz kam wieder an die Herrschaft des Kurfürsten und wurde Torgauer Amtsdorf.
Die Slawen bauten ihre Hütten zwischen einer Hügelkette beiderseitig eines aus der Heide kommenden Bachlaufes, in unmittelbarer Nachbarschaft mehrere Teiche. Dieses Bukewitz hat seine ursprüngliche Dorfform mit geringen Änderungen erhalten. Um den breiten Dorfanger, mit einem großen Teich im Zentrum führen zwei parallele Straßen, die sich an den Dorfzugängen von Reudnitz bzw. Wohlau jeweils vereinen. Erst viel später wurde quer zur Dorfstraße (von Kaisa/Lausa kommend) ein weiterer Zugang zum Dorf angelegt. Charakteristisch war, dass die Höfe ein für sich abgeschlossenes Ganzes bilden und keine Lücke nach außen ließen. Der quadratische oder rechtwinklige Hof war allseitig von Gebäuden umgeben. Das Wohnhaus steht mit dem Giebel zur Dorfstraße, gegenüber das kleine Auszugshaus. Die beiden Gebäude verbindet die Pforte und die überdachte Einfahrt bzw. ein Torhaus. Durch sie wurde der Hof von der Straße abgeschlossen. An das Wohn- und Auszugshaus schlossen sich die Ställe und Schuppen an. Den hinteren Abschluss bildete eine Hofscheune.
Das Jubiläum „750 Jahre Bockwitz“ beging der Ortsteil im Jahre 1992.